# Mebeverine
Mebeverine là một loại thuốc dùng để giảm bớt một số triệu chứng của hội chứng ruột kích thích. Nó hoạt động bằng cách giãn các cơ trong và xung quanh ruột.

## Sử dụng y tế
Mebeverine được sử dụng để làm giảm bớt một số triệu chứng của hội chứng ruột kích thích (IBS) và các tình trạng liên quan; đặc biệt là đau dạ dày và chuột rút, tiêu chảy kéo dài và đầy hơi.
Dữ liệu từ các thử nghiệm lâm sàng có kiểm soát đã không tìm thấy sự khác biệt so với giả dược trong việc giảm đau dạ dày ở những người mắc IBS.
Nó chưa được thử nghiệm ở phụ nữ mang thai cũng như ở động vật mang thai nên phụ nữ mang thai không nên dùng nó; Nó được biểu hiện ở mức thấp trong sữa mẹ, trong khi không có tác dụng phụ đã được báo cáo ở trẻ sơ sinh, phụ nữ cho con bú không nên dùng thuốc này.

## Tác dụng phụ
Tác dụng phụ bao gồm phản ứng quá mẫn và phản ứng dị ứng, rối loạn hệ thống miễn dịch, rối loạn da bao gồm nổi mề đay, phù và phát ban lan rộng.
Ngoài ra, các tác dụng phụ sau đây đã được báo cáo: ợ nóng, khó tiêu, mệt mỏi, tiêu chảy, táo bón, chán ăn, khó chịu nói chung, chóng mặt, mất ngủ, đau đầu và giảm nhịp tim.
Nó không có tác dụng phụ kháng cholinergic toàn thân.
Mebeverine có thể, trong những trường hợp rất hiếm, gây ra bệnh tăng nhãn áp góc đóng cấp tính do thuốc.

## Cơ chế hoạt động
Mebeverine là một thuốc kháng cholinergic nhưng cơ chế hoạt động của nó không được biết đến; Nó dường như hoạt động trực tiếp trên cơ trơn trong đường tiêu hóa và có thể có tác dụng gây mê, có thể ảnh hưởng đến các kênh calci và có thể ảnh hưởng đến các thụ thể muscarinic.
Nó được chuyển hóa chủ yếu bởi các este, và gần như hoàn toàn. Các chất chuyển hóa được bài tiết qua nước tiểu.
Mebeverine tồn tại ở hai dạng enantiomeric. Các sản phẩm thương mại có sẵn là một hỗn hợp chủng tộc của họ. Một nghiên cứu trên chuột chỉ ra rằng hai loại này có cấu hình dược động học khác nhau.

## Lịch sử
Nó là một chất tương tự papaverine thế hệ thứ hai, và lần đầu tiên được tổng hợp cùng thời gian với verapamil.
Nó được đăng ký lần đầu tiên vào năm 1965.

## Khả dụng
Mebeverine là một loại thuốc chung và có sẵn trên toàn thế giới dưới nhiều tên thương hiệu.